# Бесмртници
Бесмртници (енгл. Immortals) је амерички акционо-фантастични филм из 2011. године режисера Тарсема Синга, са Хенријем Кавилом, Фридом Пинто, Стивеном Дорфом, Луком Евансом, Изабел Лукас и Микијем Рорком у главним улогама.  Филм је лабаво заснован на грчким митовима о Тезеју, Минотауру и Титаномахији. Првобитни назив гласио је Зора рата и Рат богова, пре него што је званично објављен под насловом Бесмртници.
Премијерно је објављен у 2Д и 3Д формату 11. новембра 2011. године у биоскопима Лос Анђелеса. Реакције публике и критичара биле су претежно помешане, критичари су углавном хвалили режију Тарсема Синга, глуму, визуелне ефекте и акционе секвенце, док су највише замерки упутили ка приповедању и недостатку развоја ликова. Али и поред тога филм представља велики комерцијални успех, јер је успео да утростручи буџет чија се вредност процењује на 75 милиона $.

## Радња
Брутални краљ Хиперион и његова војска из Хераклиона дивљају по Грчкој у потрази за давно изгубљеним епирским луком. Са тим непобедивим луком, краљ ће моћи да збаци са власти богове са Олимпа и да постане неприкосновени господар света. Немилосрдни Хиперион, и његове легије руше све пред собом и делује као да ништа не може зауставити злу краљеву мисију. 
Док село за селом бива избрисано са лица земље, каменорезац по имену Тезеј заклиње се да ће осветити смрт своје мајке која је настрадала пред његовим очима од Хиперионове руке. Када Тезеј упозна сибелинску пророчицу, Федру, њене узнемирујуће визије о његовој будућности ће је убедити да је он кључна особа која може да заустави Хипериона и спаси човечанство. Уз њену помоћ, Тезеј окупља мању групу следбеника и прихвата своју судбину као последња нада за спас људског рода.

## Улоге
| Глумац          | Улога                |
| --------------- | -------------------- |
| Хенри Кавил     | Тезеј                |
| Фрида Пинто     | Федра                |
| Стивен Дорф     | Ставрос              |
| Лук Еванс       | Зевс                 |
| Изабел Лукас    | Атина                |
| Мики Рорк       | краљ Хиперион        |
| Келан Лац       | Посејдон             |
| Данијел Шарман  | Арес                 |
| Џозеф Морган    | Лисандар             |
| Питер Стебингс  | генерал Хелиос       |
| Џон Херт        | старац/наратор       |
| Ен Деј-Џоунс    | Етра, Тезејева мајка |
| Грег Брик       | монах                |
| Кори Севијер    | Аполон               |
| Стив Бајерс     | Херакле              |
| Робер Маје      | Минотаур             |
| Алан ван Спренг | Дарије               |
| Стивен Макхати  | Касандер             |
| Гејџ Манро      | Акамант, Тезејев син |